# Sagabala
Sagabala est une localité et une commune rurale malienne de l'arrondissement de Didiéni, dans le cercle de Kolokani et la région de Koulikoro.

## Villages
La commune s'étend sur 35 localités relevées lors du recensement général de 2009. 
Les villages les plus peuplés sont :
- Samantara (1 818 habitants) ;
- Sagabala (1 379 habitants) ;
- Ouegnan (682 habitants).